# Antoine Mazzella
Pour les articles homonymes, voir Mazzella.
Antoine Mazzella, né le 9 mai 1912 à Oran et mort le 28 avril 2001 à Nice, est un journaliste, résistant et militant syndical français du XXe siècle, personnalité des libéraux du Maroc, qui a pris la tête de la rédaction de plusieurs quotidiens dans le Protectorat français au Maroc puis dirigé l'Office chérifien d'exportation après l'Indépendance en 1956.

## Biographie

### Avant-guerre
Né le 9 mai 1912 à Oran, en Algérie, Antoine Mazzella est le fils Nicolas Mazzella, chauffeur dans la marine. Son frère aîné Michel Mazzella milite aux Jeunesses communistes. Il exerce d'abord la profession d'instituteur en Algérie.
Avant la Seconde Guerre mondiale, il part au Maroc et devient journaliste dans un quotidien fondé en 1925 à Casablanca, la capitale économique : Le Petit Marocain du groupe de presse de Pierre Mas. Il est à la même époque correspondant de plusieurs journaux de gauche, comme Oran Républicain et Ce Soir, fondé à Paris en 1937.

### Seconde guerre mondiale
Au cours des combats de l'Armée d'Afrique qui suivent le débarquement américain de novembre 1942 en Afrique du Nord, il devient correspondant de guerre en Tunisie, puis en Italie. Il revient ensuite au Maroc, écrire à nouveau dans Le Petit Marocain.
Militant et secrétaire général adjoint du syndicat du Livre CGT, il participe à la création en décembre 1944 du syndicat des journalistes du Maroc, dont il se fait élire secrétaire général .

### Après-guerre
À l'issue de la Seconde Guerre mondiale, le groupe de Pierre Mas contrôle l'essentiel de la presse du Protectorat, via des titres qui couvrent chacun un périmètre géographique donné, notamment Le petit marocain, mais aussi L'écho du Maroc, Le Courrier du Maroc et La dépêche marocaine, tandis que La Vigie marocaine, le journal du soir, est diffusé partout. Avec Henri Ramos et Eugène Bénané, Antoine Mazzella formule l’idée de l'acquisition d’un de ces journaux par les syndicalistes, via une cotisation représentant un jour de salaire et l'émission d'emprunts obligataires.
Les autorités locales refusant de leur donner l’autorisation, Antoine Mazzella et Eugène Bénané tentent d'obtenir des soutiens à Paris, en s'y rendant du 15 au 30 juin 1945. La direction nationale de la CGT accepte finalement de les soutenir dans leur demande auprès du ministre des Affaires étrangères Georges Bidault, qui décide seul, en l'absence du Résident général, de leur donner l’autorisation.
Passé sous le contrôle de la CGT, le journal est rebaptisé Le Petit Marocain syndicaliste et son rédacteur en chef est Antoine Mazzella. L'équipe de rédaction comporte des enseignants, comme Léon Puravel. Mais en 1947, sous la résidence générale du maréchal Juin, le titre se brouille avec l'Agence Marocaine de Publicité, contrôlée par Pierre Mas. Il connaît ainsi des difficultés financières et il fait faillite en 1949. Cette crise financière amène deux syndicalistes à signer sa vente à Pierre Mas en 1950, ce qui est contesté en Justice mais sans succès, car Pierre Mas gagne le procès.
Antoine Mazzella a, de son côté, démissionné pour protester contre l'influence du PCF au sein du journal. Le titre a été par ailleurs vendu simultanément au groupe de Jean Walter, qui exploite les mines de Zellidja. Ainsi, Antoine Mazzella et d'autres journalistes poursuivent sous le nom Le petit marocain du soir, associé à un autre quotidien, Maroc-Presse, fondé par une souscription auprès de personnes souhaitant le pluralisme de la presse. Antoine Mazzella, figure des libéraux du Maroc, devient ainsi parallèlement rédacteur en chef technique de Maroc-Presse, le quotidien du matin, également financé par Jean Walter,. 
Au cours du premier semestre 1953, le Protectorat français au Maroc organise la mise en cause du sultan du Maroc. Le quotidien d'Antoine Mazzella est alors le seul à s'y opposer et c'est aussi le cas en août quand le Sultan se voit imposer un exil en Corse puis à Madagascar.
Le souhait d'Antoine Mazzella était d'ouvrir « une faille dans la presse monolithique du Maroc » et cette intention se retrouve notamment l'année suivante, en mai 1954, lors du « coup d'éclat » constitué par la publication de la "lettre des 75", réunissant des personnalités demandant des réformes en profondeur.
La lettre des 75 est reprise dans L'Express, en France métropolitaine, et ses signataires dénoncent aussi ,« l'intimidation érigée en politique depuis plusieurs années », qui selon eux « risque de compromettre tout rapprochement des Français et des Marocains ».
Antoine Mazzella est alors proche des indépendantistes marocains qui réclament la fin de l'exil forcé du sultan Mohamed V et l'obtiennent en novembre 1955.
En octobre 1954, Pierre Clostermann et Antoine Mazzella sont tous les deux visés par des attentats sur lesquels le jeune inspecteur de police Albert Forestier effectue des découvertes le mois suivant, établissant qu'ils émanent des policiers regroupés dans La Main rouge (groupe armé), émanation et paravent du SDECE. 
En raison de ces menaces des ultras contre les libéraux du Maroc, il est contraint de quitter le Maroc pour Paris. Le 20 mars 1955 à Paris, il reçoit par télex l'annonce de la création de l’Union marocaine du travail (UMT) et la composition de son bureau, alors que les autorités du Protectorat continuent à refuser de reconnaître le droit syndical aux Marocains. À la suite de pressions internationales, cette création est cependant adoptée.
Antoine Mazzella revient au Maroc après l'annonce de son indépendance en 1956, où il dirige l’Office chérifien d’exportation de 1956 à 1970, tout en occupant des postes de conseiller technique. Il revient en France 22 ans après l'Indépendance à la fin de l'année 1978.
Il meurt le 28 avril 2001 à Nice.